# 弗兰斯·米歇尔·彭宁
弗兰斯·米歇尔·彭宁（荷蘭語：Frans Michel Penning；1894年9月12日—1953年12月6日) 是荷兰籍的实验物理学家。 他于1923年在莱顿大学取得了博士学位，之后在Eindhoven的飞利浦实验室研究低压气体电离，在二战期间他改进了电子管。
他和他的同事们对气体放电进行了十分详细的观测，在氦和磁场的方面得到了显著的成果。此外，他对汤森系数和阴极电压降进行了精确测量。

## 彭宁离子阱
彭宁离子阱通过磁场和电场存储带电粒子。 它被命名由彭宁由汉斯·德默尔特设计制造了第一个离子阱。 德默尔特从彭宁建造的真空计获得灵感，其原理是通过磁场中放电管的电流与压力成比例。 彭宁离子阱目前用于磁测量，是一个依旧活跃的研究课题。

## 彭宁电离

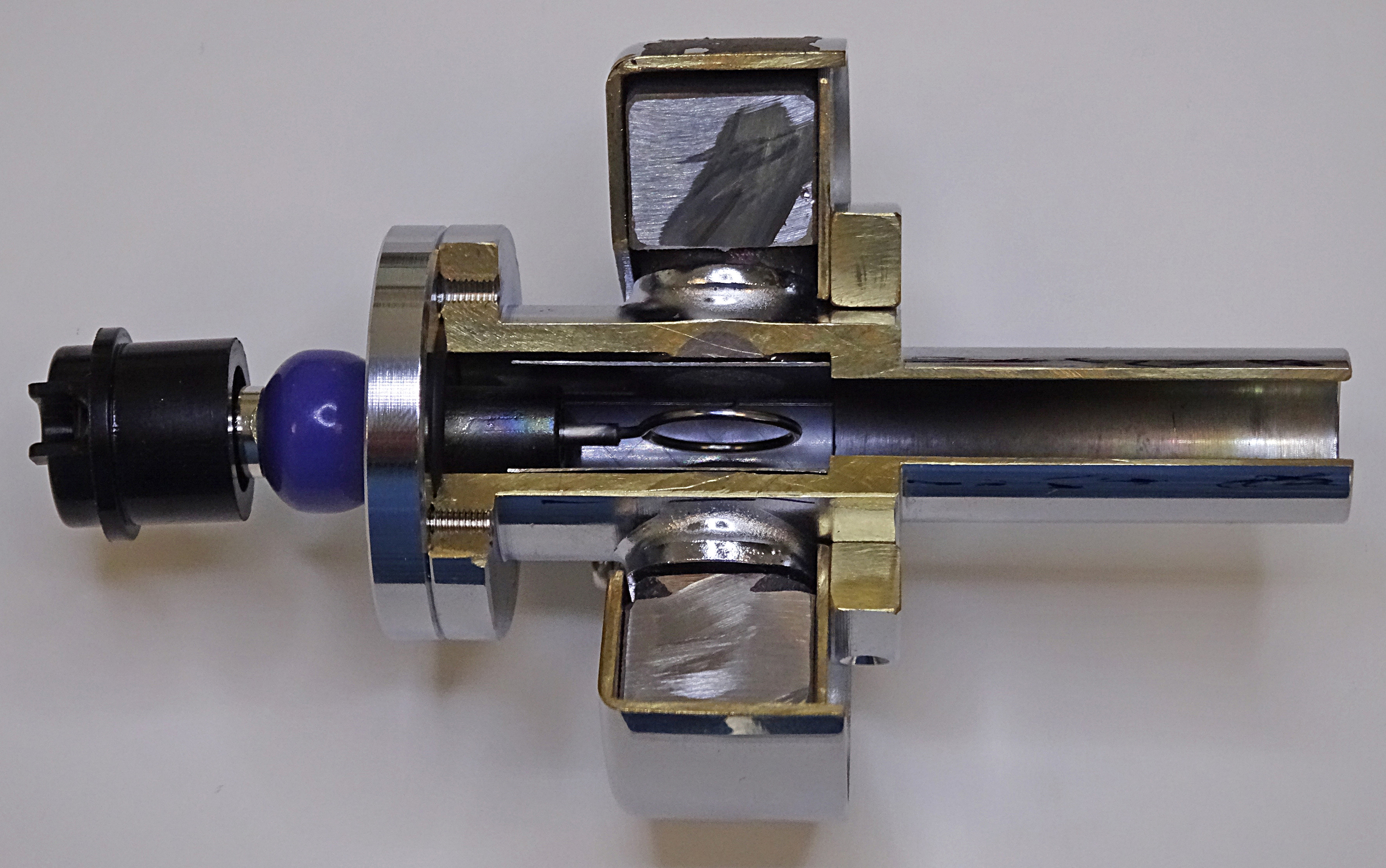
潘宁真空计（开口）

彭宁电离是一种化学电离，该电离过程涉及中性原子或分子之间的反应。 彭宁在1927年首次报告了这种现象。
彭宁效应应用于气体放的电氖灯和荧光灯上，这些灯里填充有彭宁混合物，以改善发电特性。

## 彭宁计
彭宁发明了一种冷阴极荧光计，彭宁计。 目前是飞利浦公司的商品。